# 항대항
항대항은 전라남도 여수시 돌산읍 금봉리 항대마을 인근에 있는 어항이다. 2007년 8월 8일 어촌정주어항으로 지정하여 관리하고 있다. 시설관리자는 여수시장이다.

## 어항 구역
- 수역: 북위 34°38′52″, 동경 127°43′ 22″의 지점에서 S85°W방향으로 230m점과 이점에서 S20°E방향으로 140m점과 이점에서 N60°E방향으로 190m점과 이점에서 S방향으로 200m점과 이점에서 S20°W방향으로 300m점과 이점에서  S50°W방향으로 160m점과 이점에서 N50°W방향으로 75m점과 이점에서 N15°E방향으로 100m점과 이점에서 N70°W방향으로 60m점과 이점에서 S15°W방향으로 110m점과 이점에서 S50°W방향으로 70m점과 이점에서 S45°E방향으로 120m점과 이점에서 S45°W방향으로 110m점과 이점에서 S50°E방향으로 130m점과 이점에서 S40°W방향으로 150m점과 이점에서 S50°E방향으로 80m점과 이점에서 N40°E방향으로 육지부를 연결하는 선을 따라 형성된 공유수면[1]

## 어항 시설
- 방파제 101m, 선착장 465m

## 기본 계획
- 방파제 226m, 선착장 465m, 호안도로 55m[1]

## 정비 계획
- 방파제 125m, 호안도로 55m[2]

## 주요 어종
- 굴